# Chira Apostol
Chira Apostol, romunska veslačica, * 1. junij 1960, Alexeni.
Apostolova je za Romunijo osvojila zlato olimpijsko medaljo na Poletnih olimpijskih igrah 1984 v Los Angelesu kot članica romunskega četverca s krmarjem.